# Armando da Silva Carvalho
Armando da Silva Carvalho (Olho Marinho, Óbidos, 1938-Caldas da Rainha, 1 de junio de 2017) fue un poeta, novelista y traductor portugués.
Se licenció en Derecho en la Universidad de Lisboa. Abogado, periodista, profesor de enseñanza secundaria, técnico de publicidad, se dedicó a la escritura, a la traducción y a la consultoría publicitaria. Colaboró en la Antologia de poesia universitária (1959) junto con Ruy Bello, Fiama Hasse Padres Brandão, Luiza Neto Jorge, Gastão Cruz, entre otros. Publicó Lírica consumível en 1965, inicio de su obra poética y que le valió el Premio Revelación de la Sociedad Portuguesa de Autores. Su escritura está marcada por un sello de mordacidad, sarcasmo y figuraciones de la pulsión sexual homoerótica. De las obras de ficción destaca Portuguex (1977).
Desde la década de 1960 colaboró en las más variadas publicaciones: Diário de Lisboa, Jornal de Letras, O Diário, Poemas Livres, Colóquio-Letras, Hífen, As Escadas Não Têm Degraus, Sílex, Nova, Via Latina, Loreto 13, entre otras.
Fue incluido en la IV líricas portuguesas (1969), antología poética organizada por António Ramos Rosa y desde entonces ha estado representado en la mayoría de las antologías de poesía portuguesa.
Entre sus traducciones más relevantes, deben citarse obras de Samuel Beckett, Marguerite Duras, Andrei Andreevich Voznesensky, Jean Genet, E. E. Cummings o Stéphane Mallarmé.